# Barbus arcislongae
Barbus arcislongae е вид лъчеперка от семейство Шаранови (Cyprinidae). Видът не е застрашен от изчезване.

## Разпространение и местообитание
Разпространен е в Малави, Мозамбик и Танзания.
Обитава сладководни и полусолени басейни, пясъчни дъна, крайбрежия, реки и потоци.

## Описание
На дължина достигат до 6,4 cm.